# Штрандман, Константин Карлович
Константин Карлович Штрандман (нем. Konstantin Karl Gustav von Strandmann; 26 октября [7 ноября] 1829, Варшава, Царство Польское, Российская империя — 1913) — русский военный деятель, генерал от кавалерии (1907).

## Биография
Выходец из остзейского немецкого дворянского рода Штрандманов. Родился в 1829 году в Варшаве в семье генерал-майора, командира Гродненского гусарского полка (в дальнейшем — генерала от кавалерии) Карла Густавовича Штрандмана (1786—1855) и его супруги-польки Люции Фадеевны, урождённой Тарчинской. Братья: Николай (1829—1913), генерал-лейтенант, и Карл (1839—1891), генерал-майор.
Получил образование в Пажеском корпусе в Санкт-Петербурге (выпуск 1847 года). Из корпуса был выпущен корнетом в Кирасирский Его Величества лейб-гвардии полк. Служил в полку длительное время, с 1862 года — полковник. Участвовал в Крымской войне (кампания 1854 года). 
В 1864 году был назначен штаб-офицером для поручений при военном генерал-губернаторе Санкт-Петербурга. Генерал-майор (1888). В 1897 году из военного министерства перевёлся в министерство внутренних дел и в следующем 1898 году был произведён в генерал-лейтенанты. В 1897—1905 годах — генерал для особых поручений при министре внутренних дел, с 1905 года — член Совета при министре. В 1907 году вышел в отставку с производством в генералы от кавалерии.
Скончался в 1913 году.

## Награды
российские
- Орден Святой Анны 3-й степени с мечами (1854)
- Орден Святого Станислава 2-й степени (1856; императорская корона к ордену — 1860)
- Орден Святого Владимира 4-й степени (1863)
- Орден Святого Владимира 3-й степени (1865)
- Орден Святого Станислава 1-й степени с мечами (1877)
- Орден Святой Анны 1-й степени с мечами (1881)
- Орден Святого Владимира 2-й степени (1907)

иностранные
- Орден Святого Иоанна Иерусалимского (Королевство Пруссия; 1874)

## Семья
Супруга — Екатерина, урождённая Мясникова (?—1904). Имел дочерей, в том числе, Екатерину (1858—07.07.1894) и Елену (1859—?), и двух сыновей, Александра (1862—1904) и Константина (1870—1919).